# Stadtmuseum Groß-Gerau
Das Stadtmuseum Groß-Gerau ist das heimatkundliche Museum der Kreisstadt Groß-Gerau. 

## Geschichte
Das Museum wurde 1929 mit Ausstellungsräumen im Historischen Rathaus in der Frankfurter Straße gegründet. 1987 kaufte die Stadt das ehemalige Gebäude der AOK am Marktplatz 3 und richtete dort das neue Stadtmuseum ein, das seit 1989 Sonderausstellungen und Veranstaltungen und ab 1993 die erste Dauerausstellung anbieten konnte, die 2007 von der jetzigen Dauerausstellung mit den zwei Abteilungen zur Römerzeit und zur Stadtgeschichte 1920–1990 ersetzt wurde. 

## Ausstellungen
Die beiden Hauptabteilungen der Dauerausstellung mit den Titeln „Die Römer in Groß-Gerau“ (unter anderem mit Funden aus dem Kastell Groß-Gerau) und „Wir waren dabei – Stadtgeschichte 1920 bis 1990“ werden durch bestimmte Aspekte miteinander verbunden. So werden etwa die Errungenschaften der römischen mit denen der amerikanischen Besatzungszeit verglichen. Abgesehen von diesen Hauptabteilungen der Dauerausstellung präsentiert das Stadtmuseum Exponate zu Groß-Gerau als historischem Mittelpunkt des Gerauer Landes seit der Zeit des Mittelalters.
Im Wilhelm-Altheim-Kabinett werden Stücke aus der Sammlung von Werken des Malers Wilhelm Altheim des Museums gezeigt. Neben der Dauerausstellung werden auch regelmäßig Sonderausstellungen präsentiert; außerdem wird das Haus für kulturelle Veranstaltungen genutzt.